# Die linkshändige Frau
Die linkshändige Frau (en alemany, La dona esquerrana) és una pel·lícula dramàtica de l'Alemanya Occidental del 1978 dirigida per Peter Handke. Es basava en la pròpia novel·la de Handke. Va ser inscrit al 31è Festival Internacional de Cinema de Canes.

## Argument
La Marianne i el Bruno, una parella alemanya, fa deu anys que estan casats i viuen a Clamart, un suburbi residencial de la regió de París. Bruno és el director efectiu d'una empresa amb seu a París. La Marianne, com si hagués tingut una il·luminació sobtada i sense cap altre motiu aparent, explica a Bruno que vol separar-se d'ell per criar sol Stefan, el seu únic fill. Es troba davant de problemes que fins aleshores desconeixia: dificultats materials i de comunicació, després la solitud que s'instal·la amb la independència en un suburbi francès que cada cop li semblarà més estrany.

## Repartiment
- Edith Clever com a Marianne
- Bruno Ganz com a Bruno
- Bernhard Minetti com El pare
- Bernhard Wicki com a editor
- Angela Winkler com a Franziska
- Rüdiger Vogler com a actor
- Michael Lonsdale com El cambrer
- Jany Holt com a Dona al lloc de reunió
- Gérard Depardieu com a Home amb la samarreta

## Producció
Amb respecte al llibre, hi ha algunes diferències d'ambientació. Mentre que a la novel·la la parella, benestant però no rica, vivia en un bungalow llogat en un turó prop d'una ciutat amb aeroport (lloc identificat amb Kronberg im Taunus, situat a prop de Frankfurt am Main), a la pel·lícula la parella, encara que alemanya, viu a França, a l'àrea metropolitana de París; el rodatge es va fer a Clamart.

## Premis
- Premi Georges Sadoul el 1978
- Premi al millor muntatge del Deutscher Filmpreis